# Grotea cortesi
Grotea cortesi là một loài tò vò trong họ Ichneumonidae.